# Deinypena marginepunctata
Deinypena marginepunctata là một loài bướm đêm trong họ Noctuidae.